# معركة عنيزة (1904)
وقعت معركة عنيزة خلال المراحل المبكرة من الحرب السعودية الرشيدية. استولى عبد العزيز آل سعود على عنيزة (عنيزة) في مارس من العام 1904.